# Llista de països desapareguts

Màxima extensió de l'Imperi Romà.

Expansió de l'Imperi Mongol.

En aquesta llista hi ha alguns països que existiren algun cop, però que en l'actualitat ja no existeixen per causes diverses, bé perquè s'hagin unit amb altres països, bé perquè hagin canviat de nom, han estat conquerits, s'han independitzat, secessionat o dissolt.

## Imperis desapareguts

### A Àfrica
- Califat Fatimita
- Imperi Centreafricà, creat sota el poder de l'emperador-dictador Bokassa I.
- Imperi colonial de Cartago
- Soldanat de Sennar
- Imperi Songhai, al sud del Sàhara, a la vora del riu Níger.
- Imperi de Mali, al sud del Sàhara, a la vora del riu Níger.
- Regne de Ghana, al sud del Sàhara, a la vall mitjana del riu Níger.
- Regne de Kanem-Bornu, en parts de Mali i Níger.
- Abdalwadites al nod d'Algèria.
- Hàfsida a Tunísia, a l'est d'Algèria i a l'oest de Líbia.

### A Amèrica
- Imperi Asteca
- Imperi d'Haití, establert el 1805 per Jean Jacques Dessalines, que quan morí el país es dividí en dos estats: el Regne d'Haití, amb Henri Christophe com a rei, i la República d'Haití, al sud, sota la presidència d'Alexandre Pétion. El Segon Imperi d'Haití fou establert per Faustin Soulouque, qui arribà al poder el 1847, i fou derrocat el 1859, quan va restablir-se la república.
- Imperi Inca
- Primer Imperi Mexicà, considerat com el successor de l'Imperi Espanyol. Després de la independència mexicana (1810-1821) d'Espanya, el 1821 es crea el Primer Imperi Mexicà (territoris de Mèxic, Califòrnia, Arizona, Nou Mèxic, Texas, Belize, Guatemala, Hondures, El Salvador, Nicaragua i Costa Rica), essent l'emperador Agustí I fins a la seva dissolució oficial el 1824. Entre el 1862 i el 1867 s'estableix el Segon Imperi Mexicà (territoris de Mèxic, Chiapas i la República de Yucatán), essent ara l'emperador Maximilià I. Després del seu afusellament Mèxic reprèn el seu nom: Estats Units Mexicans.
- Imperi del Brasil, va establir-se des del 1822 per Pere II fins a la seva dissolució oficial el 1889, després del cop d'estat que va deposar l'emperador i que instaurà la República.
- Imperi Espanyol, dissolt el 1898 després que Cuba, l'última colònia, s'independitzés.

### A Àsia

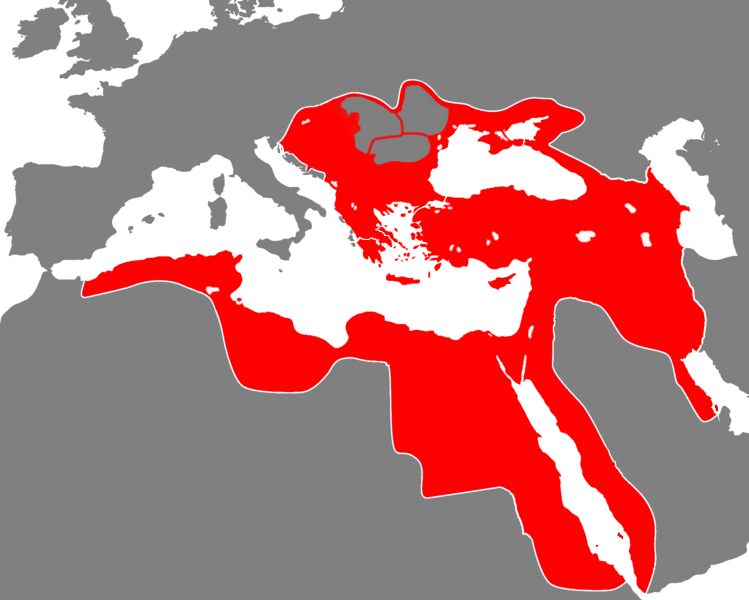
Imperi Otomà el 1683.

- Imperi Persa
- Imperi Llatí
- Imperi de Nicea
- Imperi de Trebisonda
- Imperi Otomà
- Imperi Mongol

### A Europa
- (27 aC - 475: Imperi Romà, des d'August fins Ròmul.
- (303 - 1453): Imperi Romà d'Orient
- (800 - 1806): Sacre Imperi Romanogermànic, es creà amb Carlemany l'any 800 i es dissolgué en el marc de les campanyes napoleòniques sota el regnat de Francesc II l'any 1806.
- (1721 - 1917): Imperi Rus, es dissolgué el 1917 abans d'acabar la Primera Guerra Mundial a causa de la revolució russa, que propicià el naixement de la Unió Soviètica.
- (1804 - 1814): Primer Imperi Francès, des de la coronació de Napoleó I fins a la seva derrota i abdicació.
- (1852 - 1870): Segon Imperi Francès, des de la coronació de Napoleó III fins a la seva derrota i abdicació.
- (1806 - 1867): Imperi Austríac, es creà amb els estats dels Habsburg després de la dissolució del Sacre Imperi Romanogermànic i es transformà en l'Imperi Austrohongarès el 1867.
- (1867 - 1918): Imperi Austrohongarès, es dissolgué després de la Primera Guerra Mundial, quan se separaren els actuals estats d'Àustria, Hongria, la República Txeca, Eslovàquia, els estats ex-iugoslaus de Bòsnia i Hercegovina, Croàcia, Eslovènia i part dels de Sèrbia (Voivodina) i Montenegro (Kotor); la part meridional de Polònia (Galítsia i part de Silèsia), la part nord-occidental de Romania (Transsilvània) i el Banat, l'oest d'Ucraïna (Bucovina) i els territoris italians de Trento i el Tirol del Sud.
- (1871 - 1918): Imperi Alemany, es dissolgué en acabar la Primera Guerra Mundial en parts de Polònia i la República de Weimar.

### A Oceania
- Imperi Tu'i Tonga